# Irina Falconi
Irina Falconi (født 4. maj 1990 i Portoviejo, Ecuador) er en kvindelig tennisspiller fra USA. Irina Falconi startede sin karriere i 2006. 
18. april 2011 opnåede Irina Falconi sin højeste WTA single rangering på verdensranglisten som nummer 119. 